# Haslev FC
Haslev FC er en fodboldklub i Haslev på Sydsjælland. Klubben spiller i Serie 1.

## Kendte spillere
- Nikolaj Madsen
- Anders Egholm